# Georg Schwedt

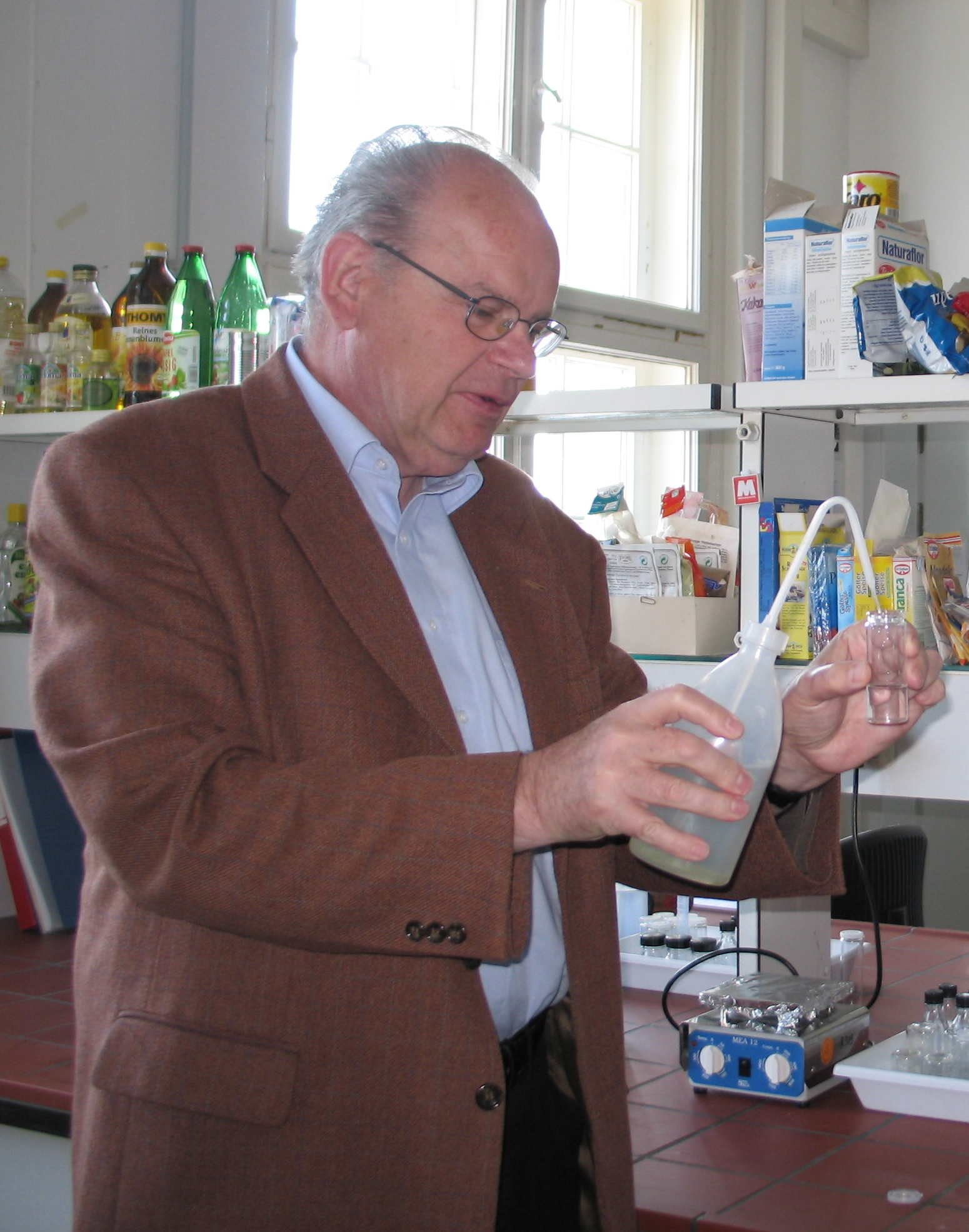
Georg Schwedt 2005 in einem Labor der Technischen Universität Clausthal

Georg Schwedt (* 3. Juli 1943 in Hessisch Oldendorf) ist ein deutscher Analytischer Chemiker. Er ist Autor zahlreicher Sach- und Lehrbücher, besonders zu chemiehistorischen Themen und zur Lebensmittelchemie.

## Leben
Schwedt ist der Sohn eines Drogisten. Seit der Schule hatte Schwedt neben der Chemie auch ein großes Interesse an deutscher Literatur und der Weltliteratur. Er entschied sich für das Studium der Chemie an der TU Braunschweig als auch in Göttingen und promovierte an der Universität Hannover. Danach wurde er Abteilungsleiter am Chemischen Untersuchungsamt Hagen und habilitierte sich 1978 an der Universität Siegen in Analytischer Chemie. Nach einer Professur in Göttingen wurde er Direktor des Instituts für Lebensmittelchemie und Analytische Chemie an der Universität Stuttgart. Von 1987 bis zu seiner Emeritierung im Jahr 2006 war er Professor an der TU Clausthal.
Georg Schwedt entwickelte das Mitmachlabor SuperLab und verband damit zahlreiche Experimentalvorträge. Maßgeblich beteiligt war er auch an der Entstehung des ScoLab Schülerlabors auf dem Großmarkt Hamburg und dem Deutschen Zusatzstoffmuseum. Der Hamburger Senat strich 2017 die Förderung des naturwissenschaftlichen Unterrichts im ScoLab Schülerlabor.
Im März 2010 erhielt er als Anerkennung seines langjährigen Engagements als Vortragender und Autor den Preis der Gesellschaft Deutscher Chemiker (GDCh) für Journalisten und Schriftsteller.

## Schriften (Auswahl)
– chronologisch –
- Der Bonner Nordfriedhof. Ruhestätte der Kulturen und Religionen – mit Geschichte seit 1854. Kid Verlag, Bonn 2024, ISBN 978-3-949979-59-0.
- mit Klaus Günther: Taschenatlas der Lebensmittelchemie. 3., aktualisierte und erweiterte Auflage, Wiley-VCH, Weinheim 2024, ISBN 978-3-527-34906-7.
- Der Bonner Apotheker Marquart und die Farben der Blüten – Eine Bonner Wissenschafts- und Industriegeschichte. Kid Verlag, Bonn 2022, ISBN 978-3-949979-04-0.
- Bornheimer Bäche – Von Alfter und Roisdorf bis Wesseling – Eine naturhistorisch-ökologische Gewässerkunde. Books on Demand im Kid Verlag, Bonn 2022, ISBN 978-3-949979-10-1.
- Grundlagen der Buchrestaurierung: Naturwissenschaften im Dienste der Buchkultur.  Springer Spektrum; Berlin / Heidelberg 2020, ISBN 978-3-662-61123-4.
- Chemische Grundlagen der Pyrotechnik. Springer Spektrum, Berlin / Heidelberg 2019, ISBN 978-3-662-57986-2, eingeschränkte Vorschau in der Google-Buchsuche.
- Einführung in die pharmazeutische Chemie an Beispielen aus der Hausapotheke. Springer Spektrum, Berlin / Heidelberg 2019, ISBN 978-3-662-58668-6, Inhaltsverzeichnis.
- Blaudruck. Ein immaterielles Kulturerbe der Menschheit. Zur Geschichte, Chemie und Technik des Blaudrucks und Blaufärbens. Books on Demand, Norderstedt 2019, ISBN 978-3-7448-3645-6, eingeschränkte Vorschau in der Google-Buchsuche.
- mit Helmut Heckelmann: Kölnisch Wasser und Melissengeist. Die Geschichte der Klosterfrau Maria Clementine Martin (1775–1843). Eine kritische Rückschau. (= Persönlichkeit im Zeitgeschehen, Band 10.) LIT, Berlin / Münster / Wien 2019, ISBN 978-3-643-14365-5.
- Chemie der Arzneimittel: Einfache Experimente mit Medikamenten aus der Apotheke, Wiley-VCH, Weinheim 2018, ISBN 978-3-527-34503-8.
- Zur Geschichte und Chemie der Mineralwässer: Erdig – alkalisch – muriatisch – salinisch. BoD, Norderstedt 2018, ISBN 978-3-7528-4290-6, eingeschränkte Vorschau in der Google-Buchsuche.
- Der Clausthaler Raths-Apotheker Johann Christoph Ilsemann – Chemiker und Mineraloge. BoD, Norderstedt 2018, ISBN 978-3-7481-8262-7, eingeschränkte Vorschau in der Google-Buchsuche.
- Am Anfang war das Vanillin: Die Väter der Aromen-Industrie in Holzminden. BoD, Norderstedt 2017, ISBN 978-3-7448-9306-0, eingeschränkte Vorschau in der Google-Buchsuche.
- Allgemeine Chemie. Ein Leselehrbuch. Springer Spektrum, Berlin / Heidelberg 2017, ISBN 978-3-662-54243-9, doi:10.1007/978-3-662-54244-6.
- mit Oliver J. Schmitz, Torsten C. Schmidt: Analytische Chemie. Grundlagen, Methoden und Praxis. Wiley-VCH, Weinheim, 3., überarbeitete und aktualisierte Auflage, 2016, ISBN 978-3-527-69877-6, eingeschränkte Vorschau in der Google-Buchsuche.
- Färberwaid – Blaues Gold aus Thüringen. Verlag Rockstuhl, Bad Langensalza 2017, ISBN 978-3-95966-169-0.
- Fünf Jahrhunderte Reinheitsgebot des Bieres 1516. Eine historische Biotechnologie des Bieres für Genießer. Shaker Media, Aachen 2016, ISBN 978-3-95631-408-7.
- Ferdinand Wurzer und die Gründung des Godesberger Gesundbrunnens. Hrsg. vom Verein für Heimatpflege und Heimatgeschichte Bad Godesberg e. V., (= Godesberger Schriften des Vereins für Heimatpflege und Heimatgeschichte Bad Godesberg e. V.) Bonn 2015, ISBN 978-3-9816445-1-7.
- Der Apotheker J.P.J. Monheim über die Thermal- und Schwefelwässer von Aachen und Burtscheid. Shaker Media, Aachen 2015, ISBN 978-3-8440-3545-2.
- Dynamische Chemie: schnelle Analysen mit Teststäbchen. Wiley-VCH, Weinheim 2015, ISBN 978-3-527-33911-2, Inhaltsverzeichnis.
- Lava, Magma, Sternenstaub: Chemie im Inneren von Erde, Mond und Sonne. Wiley-VCH, Weinheim 2013, ISBN 978-3-527-67005-5, eingeschränkte Vorschau in der Google-Buchsuche.
- Experimente rund um die Kunststoffe des Alltags. Lehrbuch. Wiley-VCH, Weinheim 2013, ISBN 978-3-527-33503-9.
- C. Remigius Fresenius und seine Mineralwasseranalysen: an den Quellen im und am Taunus. Shaker Media, Aachen 2013, ISBN 978-3-95631-003-4, Inhaltsverzeichnis.
- Chemische Experimente in naturwissenschaftlich-technischen Museen. Farbige Feuer und feurige Farben. Wiley-VCH, Weinheim 2012, ISBN 978-3-527-66279-1, eingeschränkte Vorschau in der Google-Buchsuche.
- Chemie querbeet und reaktiv. Lehrbuch. Wiley-VCH, Weinheim 2011, ISBN 978-3-527-32910-6, Einführung.
- Zuckersüße Chemie. Kohlenhydrate & Co. Wiley-VCH, Weinheim 2011, 2. Auflage: 2014, ISBN 978-3-527-33868-9, doi:10.1002/9783527634866.
- Die Chemie des Lebens. Wiley-VCH, Weinheim 2011, ISBN 978-3-527-32973-1.
- Chemie im Alltag für Dummies. Wiley-VCH, Weinheim 2010; 4. Auflage, 2018, ISBN 978-3-527-71481-0.
- Experimente rund ums Kochen, Braten, Backen. 2., überarbeitete und erweiterte Auflage. Wiley-VCH, Weinheim 2010, ISBN 978-3-527-32790-4.
- mit Carla Vogt: Analytische Trennmethoden. Wiley-VCH, Weinheim 2010, ISBN 978-3-527-32494-1.
- Chemische Experimente in Schlössern, Klöstern und Museen. 2. Auflage, Wiley-VCH, Weinheim 2009, ISBN 978-3-527-32718-8.
- mit Udo Kunze: Grundlagen der quantitativen Analyse. Lehrbuch. 6. Auflage, Wiley-VCH, Weinheim 2009, ISBN 978-3-527-32075-2.
- Chemie und Literatur – ein ungewöhnlicher Flirt. Wiley-VCH, Weinheim 2009, ISBN 978-3-527-32481-1, eingeschränkte Vorschau in der Google-Buchsuche, (berühmte Literaten zu chemischen Themen).
- Experimente mit Supermarktprodukten: eine chemische Warenkunde. 3., erweiterte und aktualisierte Auflage, Wiley-VCH, Weinheim 2009, ISBN 978-3-527-32450-7.
- Noch mehr Experimente mit Supermarktprodukten. Das Periodensystem als Wegweiser. 2. Auflage, Wiley-VCH, Weinheim 2009, ISBN 978-3-527-32476-7.
- Betörende Düfte, sinnliche Aromen. Wiley-VCH, Weinheim 2008, ISBN 978-3-527-32045-5, eingeschränkte Vorschau in der Google-Buchsuche.
- Chemie für alle Jahreszeiten: Einfache Experimente mit pflanzlichen Naturstoffen. Wiley-VCH, Weinheim 2007, ISBN 978-3-527-31662-5.
- Was ist wirklich drin? Wiley-VCH, Weinheim 2006, ISBN 978-3-527-31437-9.
- Liebig und seine Schüler – die neue Schule der Chemie. Springer-Verlag, Berlin / Heidelberg u. a. 2002, ISBN 3-540-43205-1.
- Goethe als Chemiker. Springer-Verlag, Berlin / Heidelberg u. a. 1998, ISBN 978-3-540-64354-8.
- Paracelsus in Europa. Auf den Spuren des Arztes und Naturforschers. 1493 – 1541. Diederichs, München 1993, ISBN 978-3-424-01010-7.